# L'inhumaine

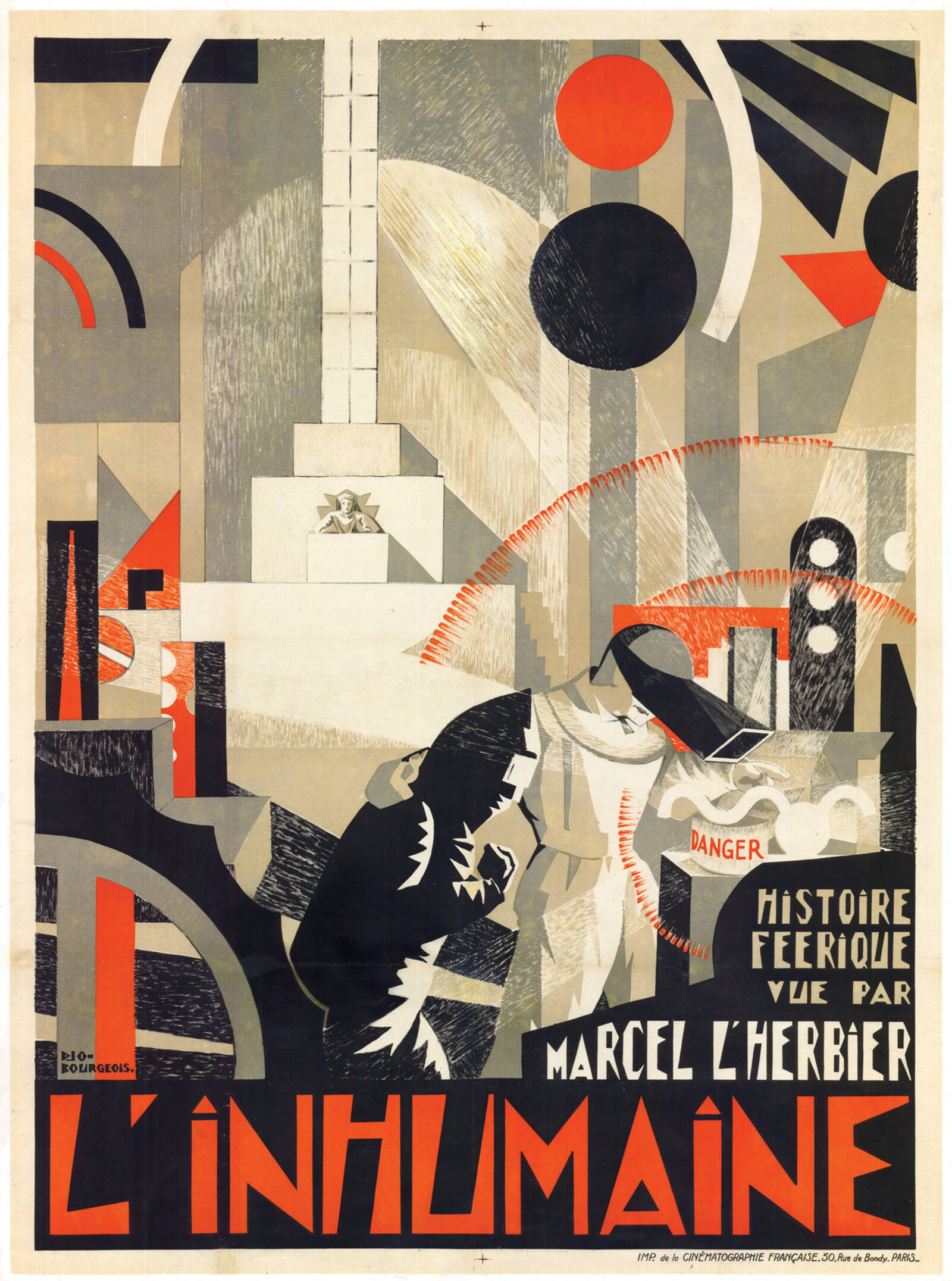
L'inhumaine

L'inhumaine is een stomme Franse speelfilm uit 1924 geschreven en geregisseerd door Marcel L'Herbier. De speelduur is ongeveer 135 minuten en de betiteling is in het Frans.
De film speelt in Parijs in het jaar 1924. Georgette Leblanc speelt de extravagante en wispelturige operazangeres Claire Lescaut die door verschillende mannen wordt gevolgd. Zij wordt L'Inhumaine (de onmenselijke) genoemd. De mannen die haar volgen zijn een Hindoestaanse prins (gespeeld door Philippe Hériat), een jonge uitvinder en wetenschapsman (gespeeld door Jaque Catelain) en een politieke activist (gespeeld door Marcelle Pradot). 
De wetenschapper Einar Norsen (Jaque Catelain) heeft een gedetailleerd systeem bedacht om de doden te doen herleven, dit alles om Claire Lescaut voor zich te winnen. Nadat zij hem belachelijk heeft gemaakt, pleegt hij zelfmoord - iets wat als schandalig wordt gezien. Dit is echter niet de gebeurtenis waarmee de film eindigt.
In de film zijn decors van Alberto Cavalcanti, Claude Autant-Lara, René Lalique en  Robert Mallet-Stevens te zien. Fernand Léger maakte het futuristische laboratorium van de wetenschapper, de muziek werd geschreven door Georges Antheil en Darius Milhaud en choreograaf was Jean Borlin.

## Recensies
Toen L'inhumaine voor het eerst werd vertoond, werd hij beschouwd als een poging om film tot kunst te verheffen en het populaire met het elitaire te combineren. Verder is de film ook typisch Frans in zijn vermenging van technologische abstractie met sociale problemen en onbewust racisme, zowel op nationaal als internationaal niveau. Het is de stem van een voorvechter die zowel een geïdealiseerde visie heeft van de mogelijkheden die film en televisie bieden, als een kijk op de sociale invloeden ervan. Teksten van Blaise Cendrars en Abel Gance die het medium film in een verenigende, panoptische - zelfs apocalyptische - visie voorstellen, hebben betrekking op deze film.
Verder heeft L'inhumaine veel goede kritieken gekregen. De film is onder meer beschreven als een fascinerend visueel feest, een echte manifest van de art-deco-periode - die de aandacht vasthoudt zelfs wanneer de plot de toeschouwer in de war brengt. De film heeft ook raakvlakken met sciencefiction in de onverwachte wendingen van de plot.

### Van L'Herbier zelf
In zijn autobiografie vertelt Marcel L'Herbier over de opwinding die zijn film in 1924 veroorzaakte. De oorspronkelijke titel was La Femme de glace (de ijsvrouw). De film, die door zijn pas opgestarte bedrijf Cinégraphic werd opgenomen, moest een pronkstuk voor de moderne stijl (le style moderne) in de Franse kunst worden. 
L'Herbier wilde op het internationale witte doek met dit realistische sprookje ("féerie réaliste") het grote mozaïek van de moderne kunst ("grande mosaïque de l'Art moderne") aantonen dat de Franse film kon doen ten opzichte van de Duitse en Amerikaanse "concurrentie".
L'Herbier koos de zangeres Georgette Leblanc (die 23 jaar de vriendin was van Maurice Maeterlinck) voor de hoofdrol ondanks het feit dat ze er eigenlijk te oud voor was. Zij bracht belangrijke financiële steun met zich mee, en had daardoor de invloed om de naam van de film te veranderen van "La Femme de glace" in "L'Inhumaine". Tijdens de opnames bezochten onder meer Nijinsky, Erik Satie en de dada-kunstenaar Picabia de filmset.

## Medewerkers aan de film

### Acteurs
| Acteur                 | Personage        |
| ---------------------- | ---------------- |
| Georgette Leblanc      | Claire Lescot    |
| Philippe Hériat        | Djorah de Nopur  |
| Jaque Catelain         | Einar Norsen     |
| Marcelle Pradot        | De eenvoudige    |
| Léonid Walter de Malte | Wladimir Kranine |
| Fred Kellerman         | Frank Mahler     |
| Prince Tokio           | De entertainers  |

### Productiemedewerkers
| Regisseur/schrijver | - Marcel L'Herbier              |
| Productie Designer  | - Claude Autant-Lara            |
| Productie Designer  | - Alberto Cavalcanti            |
| Productie Designer  | - Fernand Léger                 |
| Choreografie        | - Jean Borlin                   |
| Muziek (componist)  | - Darius Milhaud                |
| Muziek (componist)  | - Georges Antheil               |
| Muziek (uitvoering) | - Sylvain Kassap - Klarinet     |
| Muziek (uitvoering) | - Didier Petit - Cello          |
| Muziek (uitvoering) | - Hélène Labarrière - contrabas |
| Muziek (uitvoering) | - Edward Perraud - drums        |